# (3448) Narbut
(3448) Narbut ist ein Asteroid des Hauptgürtels, der am 22. August 1978 von dem russischen Astronom N. S. Tschernych am Krim-Observatorium in Nautschnyj, Ukrainische SSR (IAU-Code 095) entdeckt wurde.
Der Asteroid wurde nach dem ukrainischen Maler, Buchillustrator, Grafiker und Rektor der ukrainischen Akademie der Künste Heorhij Narbut benannt. Eines seiner Bilder zeigt den Halleyschen Kometen im Jahre 1910.